# Aznalcázar
Aznalcázar este un municipiu în provincia Sevilia, Andaluzia, Spania cu o populație de 3.522 locuitori.